# 1285 Julietta
1285 Julietta este un asteroid din centura principală, descoperit pe 21 august 1933, de Eugène Delporte.